# Vlag van Bitsingen
De vlag van Bitsingen is op 31 augustus 2000 bij raadsbesluit vastgesteld als de vlag van de Luikse gemeente Bitsingen. De vlag kan als volgt worden beschreven:
Blauw met een gele fleur-de-lys langs de broeking, een abtsstaf in het midden en twee zespuntige gele sterren verticaal geplaatst langs de vlucht.
De vlag werd pas op 15 juli 2003 bevestigd door de Franse Gemeenschapsregering. De vlag is afgeleid aan het gemeentewapen (zonder hand).